# 化学関連の業界団体の一覧
化学関連の業界団体の一覧（かがくかんれんのぎょうかいだんたいのいちらん）を示す。
化学工業関係者の親睦などを目的とする団体、技術向上などを行う団体など、多岐にわたる。

## 業界団体一覧
- 石油化学工業協会
- 日本化学工業協会
- 塩ビ工業・環境協会
- 日本くん蒸技術協会
- 日本火薬銃砲商組合連合会
- 日本煙火協会
- 全国危険物安全協会
- 全国工作油剤工業組合
- 日本ポリオレフィンフィルム工業組合
- ポリオレフィン等衛生協議会
- 日本石灰協会
- 日本石灰工業組合
- 日本プラスチック工業連盟
- 日本プラスチック日用品工業組合
- 日本粉体工業技術協会
- 全日本プラスチック製品工業連合会
- 強化プラスチック協会
- バイオインダストリー協会
- 素形材センター
- ダイヤモンド工業協会
- 炭素協会
- 炭素繊維協会
- 日本弗素樹脂工業会
- 日本芳香族工業会
- 写真感光材料工業会
- 印刷インキ工業連合会
  - 印刷インキ工業会
  - 印刷インキワニス工業会
- 日本オートケミカル工業会
- 日本塗料工業会
- 日本カートリッジリサイクル工業会
- PETボトルリサイクル推進協議会
  - PETボトル協議会
  - 酒類PETボトルリサイクル連絡会
- 日本ウインドウ・フィルム工業会
- 軟包装衛生協議会
- 全国浄化槽団体連合会
- 浄化槽システム協会
- 日本ソーダ工業会
- 硫酸協会
- 農薬工業会
- 日本石鹸洗剤工業会
- 日本塩工業会
- 日本無機薬品協会
- 日本微生物防除剤協議会
- 日本溶剤リサイクル工業会